# Global Cebu FC
El Global Cebu Football Club és un club de futbol filipí de la ciutat de Cebu.

## Història

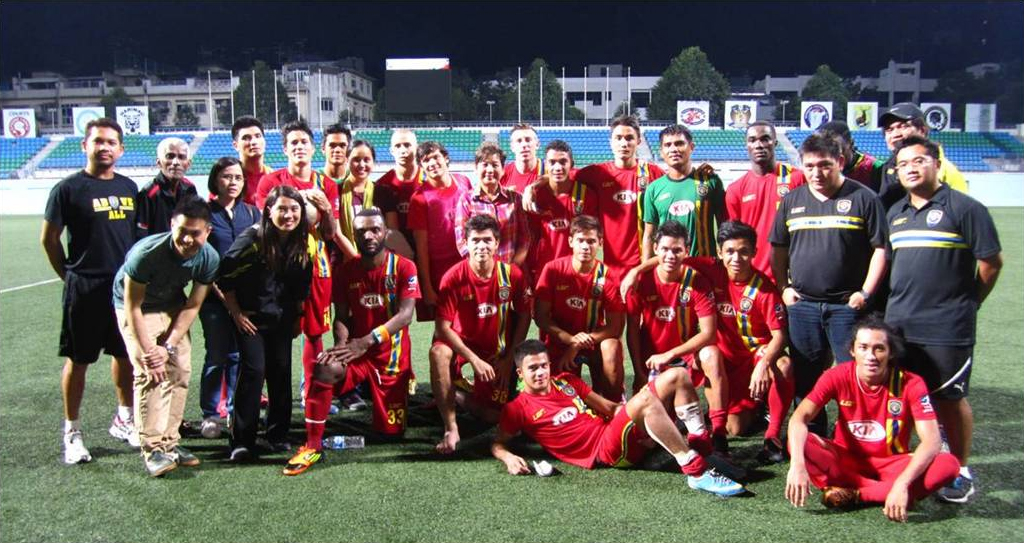
Global FC el 2013.

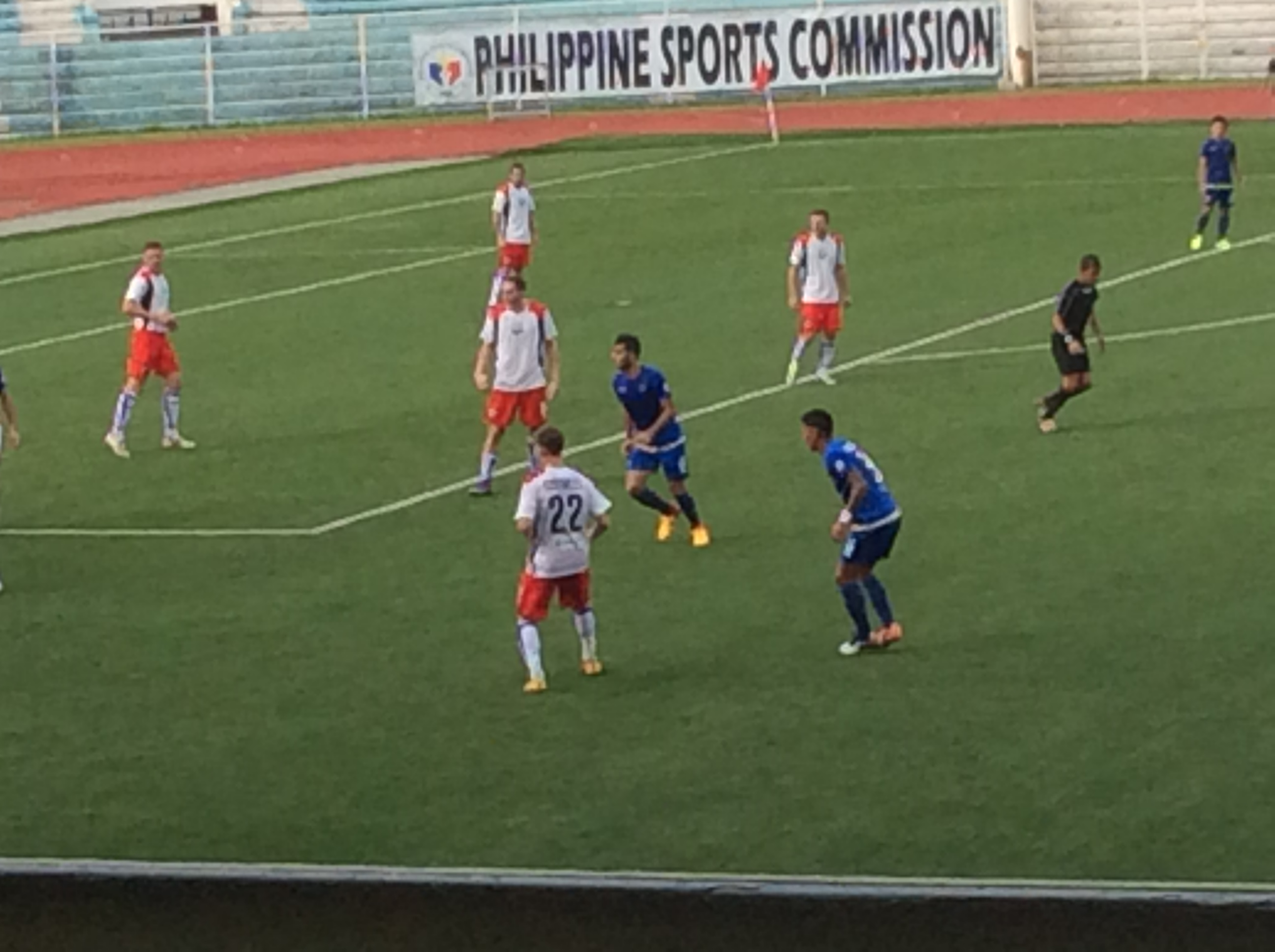
Global FC vs Perth Glory FC el 2016.

Va ser format el març de l'any 2000 a la ciutat de Tacloban. Va jugar diverses competicions sobre el nom Laos FC, fins que l'any 2009 va ingressar a la United Football League amb el nom Global Football Club. L'any 2010 ascendí a la primera divisió. Aquest mateix any guanyà la UFL Cup en derrotar Philippine Air Force a la final. L'any 2012 es proclamà campió de les Filipines per primer cop. L'any 2017 fou un dels clubs escollits per participar en la nova Philippines Football League. L'any 2016 adoptà el nom Global Cebu FC.

## Palmarès
- United Football League Division 1:

2012, 2014, 2016
- United Football League Division 2:

2010
- Campionat de les Filipines de futbol:

2011
- UFL Cup:

2010, 2016
- UFL FA Cup:

2014